# Amraudha
Amraudha es un pueblo y nagar Panchayat situada en el distrito de Kanpur Dehat en el estado de Uttar Pradesh (India). Su población es de 10436 habitantes (2011). 

## Demografía
Según el censo de 2011 la población de Amraudha era de 10436 habitantes, de los cuales 5601 eran hombres y 4835 eran mujeres. Amraudha tiene una tasa media de alfabetización del 71,16%, superior a la media estatal del 67,68%: la alfabetización masculina es del 75,85%, y la alfabetización femenina del 65,70%.